# Distretto di Mekmen Ben Amar
Il distretto di Mekmen Ben Amar è un distretto della provincia di Naâma, in Algeria.

## Comuni
Il distretto comprende due comuni:
- Mekmen Ben Amar (capoluogo)
- Kasdir